# Transumância na Região do Parque Natural do Douro Internacional
A área do Parque Natural do Douro Internacional corresponde ao território de quatro concelhos: Miranda do Douro, Mogadouro, Freixo de Espada à Cinta e Figueira de Castelo Rodrigo, correspondendo a uma área protegida de 85.125 hectares.

## Origens da Transumância
O Parque Natural do Douro Internacional constitui, em termos faunísticos uma das zonas mais importantes no contexto nacional, e mesmo ibérico. A sua riqueza e diversidade de espécies deriva das condições orográficas, climáticas e de ocupação humana, que apresentam uma marcada variação ao longo da vasta superfície desta área protegida. A ocupação humana, centrada nas actividades agro-pecuárias, distribui-se segundo duas principais tipologias. Nas ladeiras ribeirinhas predominam as culturas mediterrânicas, como a vinha, o olival e o amendoal, enquanto nos planaltos se desenvolvem os sistemas cerealíferos e forrageiros, com abundância de prados naturais, localmente designados por lameiros.
A Transumância é uma actividade que decorre da alternância do clima entre inverno e verão, própria das zonas montanhosas. No inverno os animais de criação como bovinos, ovinos e caprinos, são deslocados para os vales, em zonas mais abrigadas, para depois na primavera regressarem às zonas mais altas da serra.
Após a Idade do Gelo com a progressiva suavização do clima, e nomeadamente com secas cada vez mais prolongadas durante o verão, as manadas terão passado a realizar migrações estacionais para aproveitar os pastos frescos de montanha, retornando no Inverno aos vales abrigados do sul e zonas costeiras. Essas movimentações seriam certamente seguidas pelos caçadores paleolíticos, criando hábitos nómadas há imagem de outras regiões do globo. Com a domesticação neolítica os pastores dos povos entretanto surgidos na Península Ibérica terão continuado essas deslocações que lhes permitiam manter densidades óptimas de gado em diferentes regiões.

## Parque Natural do Douro Internacional
No espaço geográfico abrangido pelo Parque Natural do Douro Internacional, a componente pecuária ainda é uma das actividades económicas de maior relevância no contexto sócio-económico rural. Daí que tenha surgido uma íntima relação entre a paisagem deste território e a pastorícia, com raízes longas em termos temporais que remontam provavelmente aos primeiros povos celtiberos que ocuparam esta região, há mais de 5000 anos. Ao longo de todas as fases da história desta região, a pastorícia aparece sempre referenciada, desde a ocupação Romana à baixa Idade Média.
A Transumância como deslocação periódica de gado pelos pastores com carácter sazonal encontra-se extinta. O que ainda se mantém em nível residual é a pastorícia de percurso, com alguma relevância do ponto de vista sócio-económico. A Transumância entrou em declínio no século XIX, vindo a acabar em meados do século XX pelos menos nos seus moldes tradicionais, e aos nossos dias chegou um vasto património construído e etnográfico, para além dos benefícios ecológicos que lhe estiveram associados.